# Rootabaga Stories

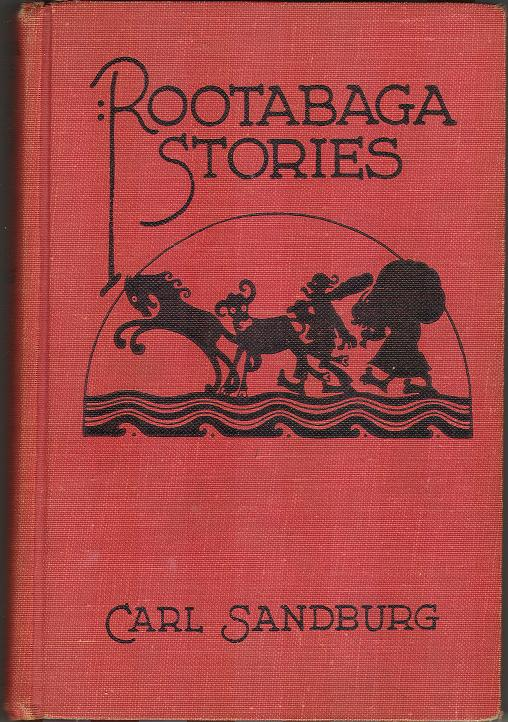
Eerste druk uit 1922

Rootabaga Stories is een verzameling kinderverhalen geschreven door de Amerikaanse schrijver Carl Sandburg in 1922. Deze verhalen kwamen voort uit Sandburgs verlangen naar originele Amerikaanse sprookjes, als alternatief voor de traditionele Europese vertellingen met koningen en ridders. Hij vond dat deze verhalen niet aansloten bij de belevingswereld van Amerikaanse kinderen. Sandburg creëerde daarom een eigen fictieve wereld, het Rootabaga-land, gevestigd in het Amerikaanse Midden-Westen.
De verhalen werden oorspronkelijk bedacht voor zijn eigen dochters. Hij gaf zijn dochters Margaret, Janet en Helga bijnamen zoals Spink, Skabootch, en Swipes, die vervolgens werden geïntegreerd in de verhalen. In het Rootabaga-land komen alledaagse elementen zoals boerderijen, treinen en wolkenkrabbers samen met fantasierijke concepten zoals maïsfeeën. Het hoofdpersonage, de Potato Face Blind Man, een oude minstreel uit het dorp Liver-and-Onions, fungeert als verteller.
Het succes van Rootabaga Stories leidde tot een vervolg genaamd Rootabaga Pigeons, en de verhalen werden later aangevuld met het minder bekende werk Potato Face en een verzameling ongepubliceerde verhalen genaamd More Rootabagas.  Deze verzameling werd pas in 1993 uitgebracht, 26 jaar na het overlijden van Sandburg.

## Externe Links
- Rootabaga Stories
- Rootabaga Pigeons